# محمدعلی نجفی (استاندار)
محمد علی نجفی (زادهٔ ۱۳۳۵ در آستانه اشرفیه)، سیاست‌مدار اعتدال‌گرا است که  استاندار گیلان در دولت یازدهم و استاندار البرز در دولت دوازدهم بود. نجفی در سال ۱۳۹۷ با اجرایی شدن قانون منع به‌کارگیری بازنشستگان مجبور به استعفا از استانداری البرز شد.

نجفی مشاور رئیس جمعیت هلال احمر و رئیس کمیسیون اقتصادی این نهاد است.

## سوابق مدیریتی
او سابقه فعالیت‌های ذیل را در کارنامه خود دارد:
1. معاونت طرح و برنامه و اقتصادی سازمان منطقه آزاد تجاری - صنعتی کیش
2. سرپرستی منطقه ویژه اقتصادی انزلی
3. عضویت هیئت مدیره فولاد مبارکه اصفهان
4. عضویت هیئت مدیره شرکت صنایع مس شهید باهنر
5. عضویت هیئت مدیره و مدیر عامل شرکت هلدینگ هتل‌های پارس
6. عضویت هیئت مدیره شرکت بورس بین‌المللی نفت، گاز و پتروشیمی
7. رئیس هیئت مدیره و مدیر عامل سازمان چای کشور
8. سرپرست شرکت عمران گیلان
9. معاون برنامه‌ریزی و اداری مالی استانداری گیلان
10. رئیس دانشگاه جامع علمی کاربردی گیلان
11. رئیس هیئت مدیره اتحادیه مرکزی تعاون روستایی ایران
12. مدیر کل تعاون روستایی استان گیلان